# Phil Gordon
Philip Stewart Gordon (El Paso, 6 luglio 1970) è un giocatore di poker statunitense.

## Biografia
Alle WSOP 2001 Phil Gordon centrò il tavolo finale del $10.000 No-Limit Hold'em Main Event concludendo l'evento in quarta posizione, vincendo $399.610. Successivamente ha centrato altri due tavoli finali WSOP senza comunque vincere mai il braccialetto, concludendo terzo al $2.500 Pot-Limit Omaha Hi/Lo split e sesto al $2.000 Pot-Limit Hold'em. Alle WSOP 2005  terminò in terza posizione al $1.500 No-Limit Hold'em Shootout. Alle WSOP 2010 vinse l'evento di beneficenza Ante Up for Africa battendo in heads-up l'attrice Shannon Elizabeth, donando i $130.641 della prima posizione, per l'appunto, in beneficenza.
Oltre ad essere un Giocatore professionista di poker, svolge un ruolo di programmatore presso la casa da gioco online Full Tilt Poker, dalla quale è anche sponsorizzato.
Al gennaio 2012 le sue vincite totali nei tornei live superano i $2.300.000, di cui $707.537 derivanti esclusivamente dalle WSOP.

## Titoli WPT
| Anno | Torneo                       | Premio   |
| ---- | ---------------------------- | -------- |
| 2004 | $5.000 Bay 101 Shooting Star | $360.000 |